# Contea di Yangyang
La contea di Yangyang (Yangyang-gun; 양양군; 襄陽郡) è una delle suddivisioni della provincia sudcoreana del Gangwon.